# Olofsson Gusztáv
Olofsson Gusztáv, Olofson Gusztáv Adolf Károly (Budapest, 1873. szeptember 24. – Budapest, Józsefváros, 1936. július 30.) festő. Olofsson Placid édesapja.

## Életútja
Olofson Gusztáv Adolf és Hochhalt Terézia fiaként született. Iskolai tanulmányait édesatyjának, a magyar államvasutak állomásfőnökének áthelyezései szerint Kőrösön, Csurgón és Kaposvárott végezte. A csurgói főgimnázium Luther Márton kepét, a kaposvári gimnázium tanácskozó terme pedig Than Mór Mátyás királyának másolatát őrzi tőle. Művészi hajlama vitte Olofsson Gusztávot a rajztanári pályára is. 1897-ben a magyar királyi Rajztanárképző Intézetben megszerezte a rajztanári oklevelet. Balló Ede, Székely Bertalan és Lotz Károly mellett dolgozott, akiknek ajánlatára minden évben ösztöndíjban és kitüntetésben részesült. 1897-ben Velencébe került államköltségen tanulmányútra. Tanárainak elismerését bizonyítják pl. Székely Bertalan sorai, melyekben egyik legtehetségesebb tanítványának nevezte a figurális rajz és olajportrét festés terén és éles színmeglátásai miatt.
1898-ban a királyi magyar József Műegyetemen I. oszt. tanársegéddé választották Rauscher Lajos és Schauschek Árpád mellé. Egy évtizeden keresztül működött ebben az intézményben. Közben legtöbb idejét külföldön Ausztriában, Németországban, Dániában, Norvégiában és Svédországban töltötte. Svéd származása és a svéd nyelv ismerete ösztönözte az északi művészetek helyszínen való beható tanulmányozására. A müncheni és drezdai festőiskolákban eltöltött hosszabb idő mind gazdagították művészi tudását és bő ihletet nyújtottak a munkásságéra, valamint alkalmat tanárai dicséretére. Időnkénti kiállításai is meghozták számára az elismerést. Képet kiállította Párizsban, Bécsben, majd 1906-ban Budapesten volt kiállítása a Műcsarnokban, melyen tájképeit és egyházi témájú festményeit mutatta be a közönségnek. 1902-ben a Nemzeti Szalonban voltak láthatóak képei, de egyesületek és művészcsoportok kiállításain is szerepelt. Bécsben és Illokon az Odescalchi hercegi családnak festett arcképeket. Harmadik fegyvergyakorlatán a trencséni kaszárnya 26 x 4 méteres falára megalkotta nagyméretű kompozícióját, a trencséni vár támadását és védelmét. E munkája készítése közben napszúrást kapott, mely három hónapra megnémította és megvakította. Ettől kezdve baloldali gyógyíthatatlan szemtérkiesése miatt orvosai eltiltották legkedvesebb foglalkozásától, a festészettől. Egy ideig még megtartotta műegyetemi tanársegédi tisztjét, de csak az elmélettel és a pedagógiával foglalkozhatott. Ezután zavartalanabb gyógykezeltetése miatt a középiskolához való helyezését kérte. Leghosszabb ideig a budapesti VIII. kerületi Zrínyi Miklós gimnáziumban és a budapesti VII. kerületi Madách Imre gimnáziumban tanítva leginkább csak a rajztanítás elméletével és művészettörténelemmel foglalkozott. Ezen időszakból való néhány cikke erre vonatkozólag megjelent a Rajzoktatás c. szaklapban (1909/1. sz. és 1912/4. sz.).
Olofsson Gusztáv azonban súlyos szembajával is mindig visszavágyott a festészethez. Megalkudni nem tudó lelke a festészetben talált csak vigaszt. Ekkor foglalkozott nagyobb szabású kompozíciójával, melynek címe: A kommunizmus borzalmaiból a kereszt tövébe!, ami csupán terv maradt, de ez törte meg a jeget. Gyermekei kedvéért és lelki szükségletből huszonkét évi kényszerszünet után újra kezébe vette az ecsetet, nem törődve azzal, hogy látása napról napra gyengült. Utolsó 6-7 évében több mint 50 olajportrét készített, ezek fellelhetőek egykori gimnáziumaiban, ahol az elhunyt tanárok arcképeit festette meg barátai és ismerősei körében. Egyetlen képét sem készítette eladásra.
1927-ben alkotta meg életművének egyik legnagyobb képét, a budapesti bencés reálgimnázium templomának oltárképét, mely Szent Benedeket ábrázolja tanítványaival, Szent Maurusszal és Szent Placidusszal. Lelkiismeretességére jellemző, hogy csak ezen kompozíciójához 72 vázlatot és részlettanulmányt készített. 1931-ben a Madách Imre gimnáziumban 16 részből álló irredenta képsorozatot állított össze. Utolsó éveiben évente állította ki néhány művésztársával együtt arcképeit, kompozícióit, csendéleteit, életképeit, tájképeit. Harmincöt évi lelkiismeretes tanári szolgálat után 1933-ban vonult nyugdíjba. Régi terveit akarta ezután megvalósítani, de műterem hiányában és gyengülő erővel megalkuvásra kényszerült. Csak két színgazdag Madonna festményét (1933 és 1934) és egy újabb Szent Benedek képét (1934) fejezhette be. Többi nagy tervei Madách Imre és művének apotheózisa, A kereszt útja, A felkorbácsolt habok, A festő álma, Férfihűség, Generációk csak kusza vonásaikban csillogtatják nagy tehetségét. Tízhónapos betegség után, melyet a majdnem teljes megvakulás még súlyosbított, 1936. július 30-án hunyt el.
Felesége Reichardt Jusztina volt.

## Nagyobb képei
- Szent Imre 1930
- Czuczor Gergely 1928
- Zrínyi Miklós 1926
- XII. Károly svéd király 1928
- Petőfi Sándor 1928
- Serédi Jusztinián dr 1930
- Madách Imre 1932